# MEPIRAPIM
MEPIRAPIM，化学名(4-甲基哌嗪-1-基)(1-戊基吲哚-3-基)甲酮（英語：(4-methylpiperazin-1-yl)(1-pentyl-1H-indol-3-yl)methanone），分子式C19H27N3O，是JWH-018的结构类似物，其中4-甲基哌嗪基团替代了萘基团，能作为大麻素，2013年在日本首次发现，一同检出的还有FUBIMINA。